# Алс-Гарідельш
Алс-Гаріде́льш (кат. Els Garidells) — місто, розташоване в Автономній області Каталонія в Іспанії. Знаходиться у районі (кумарці) Ал-Камп провінції Таррагона, згідно з новою адміністративною реформою перебуватиме у складі бегерії Камп да Таррагона.

## Населення
Населення міста (у 2007 р.) становить 198 осіб (з них менше 14 років — 12,1%, від 15 до 64 — 67,7%, понад 65 років — 
20,2%). У 2006 р. народжуваність склала 0 осіб, смертність — 1 осіб, приріст населення склав 0
осіб. У 2001 р. активне населення становило 71 осіб, з них безробітних — 2 осіб. 

Серед осіб, які проживали на території міста у 2001 р., 147 осіб народилися в Каталонії (з них
62 осіб у тому самому районі, або кумарці), 24 осіб приїхало з інших областей Іспанії, а 4 осіб приїхало з-за кордону. 

Університетську освіту має 3,2
% усього населення. 

У 2001 р. нараховувалося 57 домогосподарств (з них 12,3% складалися з однієї особи, 29,8% з двох осіб,
21,1% з 3 осіб, 19,3% з 4 осіб, 12,3% з 5 осіб, 3,5
% з 6 осіб, 1,8% з 7 осіб, 0% з 8 осіб і 0% з 9 і більше осіб).

Активне населення міста у 2001 р. працювало у таких сферах діяльності : у сільському господорстві — 15,9%, у промисловості — 17,4%, на будівництві — 7,2% і у сфері обслуговування — 
59,4%. 

 У муніципалітеті або у власному районі (кумарці) працює 62 осіб, поза районом — 42 осіб. 

### Безробіття
У 2007 р. нараховувалося 7 безробітних (у 2006 р. — 5 безробітних), з них чоловіки становили 42,9%, а жінки — 
57,1%.

## Економіка

### Підприємства міста

#### Промислові підприємства
| \| Промислові підприємства міста, за сферою діяльності \| Промислові підприємства міста, за сферою діяльності \| Промислові підприємства міста, за сферою діяльності \| \| Рік \| 2002 р. \| 2001 р. \| \| --------------------------------------------------- \| --------------------------------------------------- \| --------------------------------------------------- \| \| Енергетичні та водні ресурси \| 40,0% \| 40,0% \| \| Хімія та метали \| 0,0% \| 0,0% \| \| Переробка металів \| 0,0% \| 0,0% \| \| Продукти харчування \| 20,0% \| 20,0% \| \| Текстиль \| 0,0% \| 0,0% \| \| Виробництво меблів, видання \| 40,0% \| 40,0% \| \| Інше \| 0,0% \| 0,0% \| \| Усього підприємств \| 5 \| 5 \| |         |         |
| Промислові підприємства міста, за сферою діяльності |         |         |
| Рік | 2002 р. | 2001 р. |
| Енергетичні та водні ресурси | 40,0%   | 40,0%   |
| Хімія та метали | 0,0%    | 0,0%    |
| Переробка металів | 0,0%    | 0,0%    |
| Продукти харчування | 20,0%   | 20,0%   |
| Текстиль | 0,0%    | 0,0%    |
| Виробництво меблів, видання | 40,0%   | 40,0%   |
| Інше | 0,0%    | 0,0%    |
| Усього підприємств | 5       | 5       |

#### Роздрібна торгівля
| \| Підприємства роздрібної торгівлі міста, за сферою діяльності \| Підприємства роздрібної торгівлі міста, за сферою діяльності \| Підприємства роздрібної торгівлі міста, за сферою діяльності \| \| Рік \| 2002 р. \| 2001 р. \| \| ------------------------------------------------------------ \| ------------------------------------------------------------ \| ------------------------------------------------------------ \| \| Продукти харчування \| 0,0% \| 0,0% \| \| Одяг та взуття \| 0,0% \| 0,0% \| \| Товари для дому \| 100,0% \| 100,0% \| \| Книги та періодичні видання \| 0,0% \| 0,0% \| \| Промислова хімічна продукція \| 0,0% \| 0,0% \| \| Продукція, пов'язана з транспортними засобами \| 0,0% \| 0,0% \| \| Інше \| 0,0% \| 0,0% \| \| Усього підприємств \| 1 \| 1 \| |         |         |
| Підприємства роздрібної торгівлі міста, за сферою діяльності |         |         |
| Рік | 2002 р. | 2001 р. |
| Продукти харчування | 0,0%    | 0,0%    |
| Одяг та взуття | 0,0%    | 0,0%    |
| Товари для дому | 100,0%  | 100,0%  |
| Книги та періодичні видання | 0,0%    | 0,0%    |
| Промислова хімічна продукція | 0,0%    | 0,0%    |
| Продукція, пов'язана з транспортними засобами | 0,0%    | 0,0%    |
| Інше | 0,0%    | 0,0%    |
| Усього підприємств | 1       | 1       |

#### Сфера послуг
| \| Підприємства міста, що працюють у сфері послуг, за діяльністю \| Підприємства міста, що працюють у сфері послуг, за діяльністю \| Підприємства міста, що працюють у сфері послуг, за діяльністю \| \| Рік \| 2002 р. \| 2001 р. \| \| ------------------------------------------------------------- \| ------------------------------------------------------------- \| ------------------------------------------------------------- \| \| Гуртова торгівля \| 33,3% \| 37,5% \| \| Готелі та готельний бізнес \| 0,0% \| 0,0% \| \| Транспорт та зв'язок \| 44,4% \| 50,0% \| \| Посередницькі фінансові послуги \| 0,0% \| 0,0% \| \| Послуги підприємствам \| 22,2% \| 12,5% \| \| Послуги фізичним особам \| 0,0% \| 0,0% \| \| Нерухомість та ін. \| 0,0% \| 0,0% \| \| Усього підприємств \| 9 \| 8 \| |         |         |
| Підприємства міста, що працюють у сфері послуг, за діяльністю |         |         |
| Рік | 2002 р. | 2001 р. |
| Гуртова торгівля | 33,3%   | 37,5%   |
| Готелі та готельний бізнес | 0,0%    | 0,0%    |
| Транспорт та зв'язок | 44,4%   | 50,0%   |
| Посередницькі фінансові послуги | 0,0%    | 0,0%    |
| Послуги підприємствам | 22,2%   | 12,5%   |
| Послуги фізичним особам | 0,0%    | 0,0%    |
| Нерухомість та ін. | 0,0%    | 0,0%    |
| Усього підприємств | 9       | 8       |

## Житловий фонд
У 2001 р. 1,8% усіх родин (домогосподарств) мали житло метражем до 59 м², 12,3% — від 60 до 89 м², 29,8% — від 90 до 119 м² і
56,1% — понад 120 м².

З усіх будівель у 2001 р. 37,7% було одноповерховими, 53,8% — двоповерховими, 8,5
% — триповерховими, 0% — чотириповерховими, 0% — п'ятиповерховими, 0% — шестиповерховими,
0% — семиповерховими, 0% — з вісьмома та більше поверхами.

## Автопарк
| \| Автомобілі, зареєстровані у місті, за призначенням \| Автомобілі, зареєстровані у місті, за призначенням \| Автомобілі, зареєстровані у місті, за призначенням \| \| Рік \| 2006 р. \| 2005 р. \| \| -------------------------------------------------- \| -------------------------------------------------- \| -------------------------------------------------- \| \| Приватні автомобілі \| 62,4% \| 64,2% \| \| Мотоцикли \| 11,3% \| 10,4% \| \| Вантажівки \| 25,4% \| 24,9% \| \| Трактори \| 0,0% \| 0,0% \| \| Автобуси та ін. \| 0,9% \| 0,5% \| \| Усього автомобілів \| 213 шт. \| 193 шт. \| |         |         |
| Автомобілі, зареєстровані у місті, за призначенням |         |         |
| Рік | 2006 р. | 2005 р. |
| Приватні автомобілі | 62,4%   | 64,2%   |
| Мотоцикли | 11,3%   | 10,4%   |
| Вантажівки | 25,4%   | 24,9%   |
| Трактори | 0,0%    | 0,0%    |
| Автобуси та ін. | 0,9%    | 0,5%    |
| Усього автомобілів | 213 шт. | 193 шт. |

## Вживання каталанської мови
У 2001 р. каталанську мову у місті розуміли 98,3% усього населення (у 1996 р. — 99,4%), вміли говорити нею 90,1% (у 1996 р. — 
91,8%), вміли читати 88,4% (у 1996 р. — 84,2%), вміли писати 59,9
% (у 1996 р. — 41,1%). Не розуміли каталанської мови 1,7%.

## Політичні уподобання
У виборах до Парламенту Каталонії у 2006 р. взяло участь 94 осіб (у 2003 р. — 83 осіб). Голоси за політичні сили розподілилися таким чином:
| \| Вибори до Парламенту Каталонії \| Вибори до Парламенту Каталонії \| Вибори до Парламенту Каталонії \| \| Рік \| 2006 р. \| 2003 р. \| \| -------------------------------------- \| ------------------------------ \| ------------------------------ \| \| Конвергенція та Єднання (CiU) \| 44,7% \| 47% \| \| Соціалістична партія Каталонії (PSC) \| 17% \| 21,7% \| \| Народна партія (PP) \| 8,5% \| 4,8% \| \| Ініціатива за зелену Каталонію (IC) \| 5,3% \| 6% \| \| Республіканська лівиця Каталонії (ERC) \| 22,3% \| 20,5% \| \| Громадянська партія (C's) \| 0,0% \| 0,0% \| \| Інші \| 2,1% \| 0% \| |         |         |
| Вибори до Парламенту Каталонії |         |         |
| Рік | 2006 р. | 2003 р. |
| Конвергенція та Єднання (CiU) | 44,7%   | 47%     |
| Соціалістична партія Каталонії (PSC) | 17%     | 21,7%   |
| Народна партія (PP) | 8,5%    | 4,8%    |
| Ініціатива за зелену Каталонію (IC) | 5,3%    | 6%      |
| Республіканська лівиця Каталонії (ERC) | 22,3%   | 20,5%   |
| Громадянська партія (C's) | 0,0%    | 0,0%    |
| Інші | 2,1%    | 0%      |